# 316527 Jürgenoberst
316527 Jürgenoberst è un asteroide della fascia principale. Scoperto nel 2001, presenta un'orbita caratterizzata da un semiasse maggiore pari a 3,1158526 au e da un'eccentricità di 0,1603193, inclinata di 26,54884° rispetto all'eclittica.